# Alexander (còctel)
L'Alexander és un còctel fet de ginebra, licor de cacau o crema de cacau i nata. Una variació, el Brandy Alexander, utilitza brandi o conyac en comptes de ginebra. El Coffee Alexander substitueix la crema de cacau per coffee liqueur (com Kahlúa). El Blue Alexander substitueix la crema de cacau per curaçao blau.